# Fontana delle Rane (Bolzano)

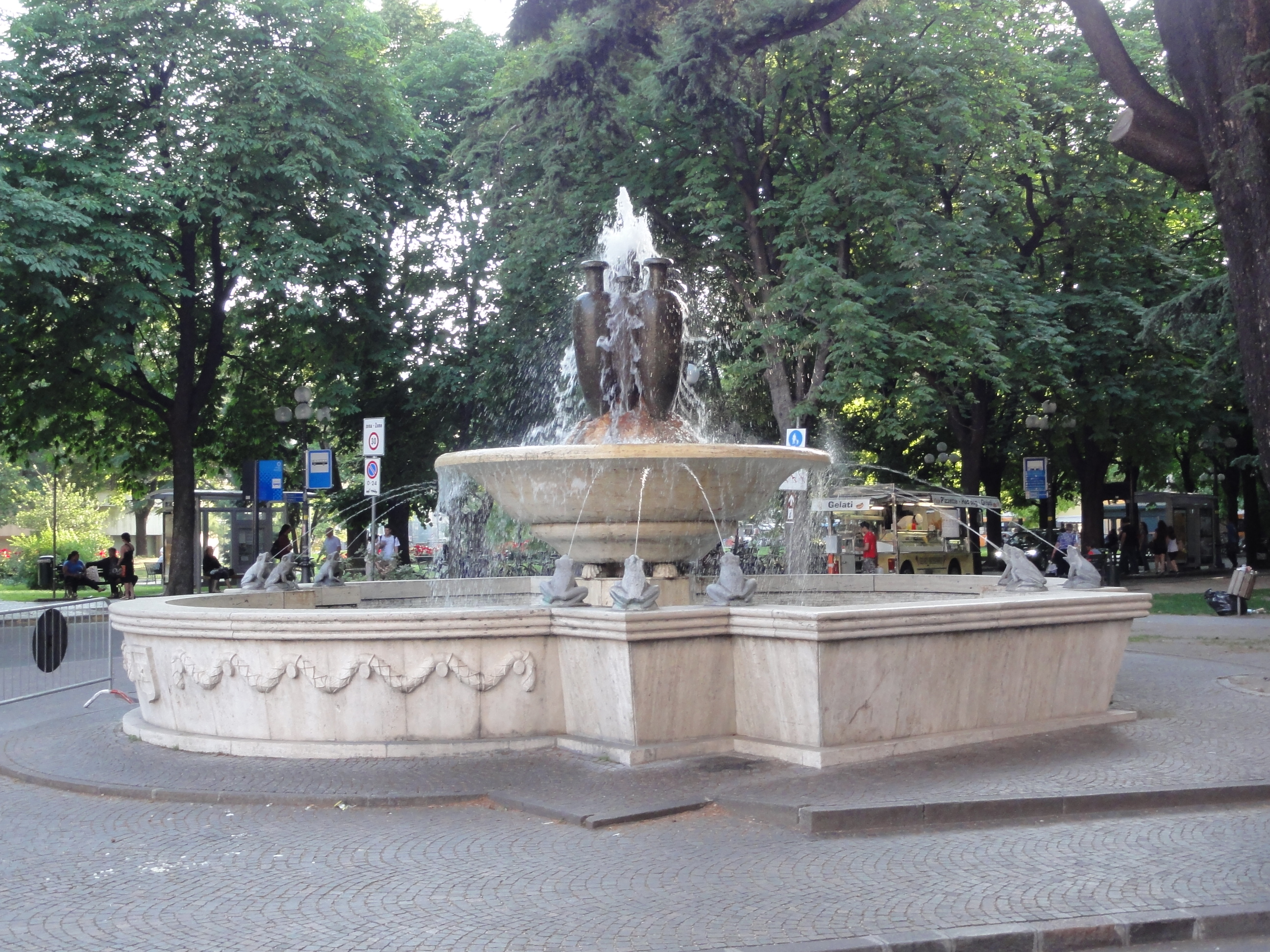
La Fontana delle Rane in funzione (2011)

La Fontana delle Rane (ted.: Froschbrunnen) è una fontana monumentale a Bolzano.
Il progetto originale è opera dello scultore Ignaz Gabloner, e fu collocata nel 1930 in posizione antistante alla stazione di Bolzano, dove fino agli anni Venti si trovava il casello del dazio realizzato nel 1874. Caratteristiche rane in bronzo, che danno il nome alla fontana, spruzzano lunghi getti d'acqua verso un grande catino centrale (in pietra e marmo, come la vasca maggiore), che è sormontato da anfore, anch'esse di bronzo, da cui escono ulteriori zampilli. La vasca maggiore è ornata da ghirlande e dallo stemma cittadino.
Venne pesantemente danneggiata durante i bombardamenti nel corso della seconda guerra mondiale, e ricostruita nel dopoguerra secondo il progetto originale, salvo alcune piccole modifiche.
Nel 2014 la fontana era stata spenta per problemi all'impianto elettrico, finendo presto in uno stato di degrado; solo nell'estate del 2017 la fontana venne ripristinata e riaccesa.